# Peter-Jürgen Boock
Peter-Jürgen Boock (n. Garding, Nordfriesland, Alemania; 3 de septiembre de 1951) fue un antiguo miembro del grupo terrorista alemán Fracción del Ejército Rojo en la República Federal de Alemania.

## Juventud
Después de completar la Escuela secundaria, Boock empezó a estudiar mecánica automotor pero lo dejó pronto. Clamaba que su padre era un nazi incondicional, Boock dejó a sus padres y viajó a Holanda. Estuvo envuelto en asuntos de drogas, siendo arrestado por posesión de sustancias prohibidas. Posteriormente intento suicidarse. Pasó varios años en programas de rehabilitación y viviendo en Hogares de reeducación, tiempo en el cual hizo contacto con Gudrun Ensslin y Andreas Baader. Quería unirse a la Fracción del Ejército Rojo pero fue rechazado por ser muy joven. Se mudó a Fráncfort del Meno y continuó abusando de las drogas. En 1993, se casó con Waltraud Liewald (quien también se relacionó con las actividades terroristas de la RAF).

## Terrorismo
Entre 1975 y 1976, Boock se unió a la RAF y se metió en la clandestinidad. Viajó a Yemén del Sur, donde recibió entrenamiento terrorista y en técnicas de Guerrilla Urbana (incluyendo captura de personas, secuestro y retención de rehenes). Se hizo miembro activo de la segunda generación de la Fracción del Ejército Rojo.
- En julio de 1977, fue el conductor del intento de secuestro de Jürgen Ponto. La operación falló y Ponto fue asesinado. En esta operación participaron Brigitte Mohnhaupt, Christian Klar y Susanne Albrecht.
- En agosto de 1977, Boock construyó un Lanzacohetes llamado el Órgano de Stalin, el cual era capaz de causar incendios.[5] Practicó con sus armas en las oficinas del fiscal general de Alemania Federal. El lanzador del cohete no funcionó y Boock declaró que tuvo un cambio de decisión en su corazón al último minuto y decidió sabotear él mismo su arma.[6]
- En septiembre de 1977, Boock participó en el secuestro y asesinato de Hanns Martin Schleyer, siendo uno de los miembros de la RAF que abrieron fuego contra el vehículo de Schleyer.[7]
- En 1978 fue arrestado en Yugoslavia, con Brigitte Mohnhaupt, Sieglinde Hofmann y Rolf Clemens Wagner. Todos fueron liberados y escaparon hacia un país de su preferencia porque la República Federal de Alemania rechazó recbirlos a cambio de extraditar ocho fugitivos políticos de Croacia que estaban refugiados en Alemania Occidental.

## Arresto y vida posterior
Boock se distanció de la RAF en 1980. No obstante en 1981 fue arrestado en Hamburg. Había tenido un rol participativo dentro de la RAF, pensando que podía ser condenado a cadena perpetua por su participación en los asesinatos de Ponto y Schleyer. En 1992, admitió su participación completa en varias actividades de la RAF, incluyendo el asesinato de Schleyer.
Fue liberado de prisión el 13 de marzo de 1998 y actualmente trabaja como escritor independiente cerca de Fráncfort del Meno.
En 2007, acusó a Stefan Wisniewski por el asesinato de Siegfried Buback y a Rolf Heissler y a Wisniewski por el asesinato de Hanns Martin Schleyer.